# پسکادرو (کالیفرنیا)
پسکادرو (به انگلیسی: Pescadero) یک منطقهٔ مسکونی در ایالات متحده آمریکا است که در شهرستان سن ماتئو، کالیفرنیا واقع شده‌است. پسکادرو ۱۰٫۴۴۹ کیلومتر مربع مساحت و ۶۴۳ نفر جمعیت دارد.